# KBS 바둑강좌
《KBS 바둑강좌》는 대한민국에서 1982년 ~ 1984년 방송되었던 바둑 강좌 프로그램이다. 양상국六단이 해설했으며, 초청진행으로 했다.

## 기획 의도
주요 바둑강좌로 강의했던 프로그램이며, 《실전해설》(지금은 오늘의 수담)은 주요 바둑 기전의 대국을 선정해서 대국을 해설하는 프로그램으로 이후 재연 대국에 편성되었으며, 《시청자 코너 - 다음 한수는?》은 바둑팬들이 시청자 여러분께 단·급을 승급하는 코너였다. 그리고 위기기품 격언에 나왔다.

## 역대 방송 시간

### KBS 3TV
| 방송 채널 | 방송 기간                           | 방송 시간                                       |
| --------- | ----------------------------------- | ----------------------------------------------- |
| KBS 3TV   | 1982년 9월 26일 ~ 1982년 12월 26일  | 매주 일요일 오후 1:20 ~ 2:30 (1시간 10분)       |
| KBS 3TV   | 1983년 1월 9일 ~ 1983년 3월 27일    | 매주 일요일 오후 1:20 ~ 2:30 (1시간 10분)       |
| KBS 3TV   | 1983년 4월 3일 ~ 1983년 8월 28일    | 매주 일요일 낮 12:10 ~ 2:30 (1시간 10분)        |
| KBS 3TV   | 1983년 9월 4일 ~ 1983년 10월 2일    | 매주 일요일 오전 11:50 ~ 오후 1:00 (1시간 10분) |
| KBS 3TV   | 1983년 10월 16일                    | 매주 일요일 오전 11:50 ~ 오후 1:00 (1시간 10분) |
| KBS 3TV   | 1989년 5월 21일 ~ 1989년 5월 28일   | 매주 일요일 오전 11:50 ~ 오후 1:00 (1시간 10분) |
| KBS 3TV   | 1983년 10월 9일                     | 매주 일요일 낮 12:10 ~ 오후 1:10 (1시간)        |
| KBS 3TV   | 1983년 10월 23일 ~ 1983년 12월 25일 | 매주 일요일 낮 12:10 ~ 오후 1:10 (1시간)        |
| KBS 3TV   | 1984년 1월 8일 ~ 1984년 4월 1일     | 매주 일요일 낮 12:10 ~ 오후 1:10 (1시간)        |
| KBS 3TV   | 1984년 4월 8일 ~ 1984년 5월 13일    | 매주 일요일 낮 12:00 ~ 오후 1:10 (1시간 10분)   |
| KBS 3TV   | 1984년 5월 20일 ~ 1984년 10월 29일  | 매주 일요일 낮 12:00 ~ 오후 1:10 (1시간 10분)   |
| KBS 3TV   | 1984년 11월 4일 ~ 1985년 1월 27일   | 매주 일요일 오전 11:40 ~ 낮 12:50 (1시간 10분)  |
| KBS 3TV   | 1985년 2월 10일 ~ 1985년 4월 21일   | 매주 일요일 오전 11:40 ~ 낮 12:50 (1시간 10분)  |
| KBS 3TV   | 1985년 2월 3일                      | 매주 일요일 낮 12:10 ~ 오후 1:20 (1시간 10분)   |
| KBS 3TV   | 1985년 10월 13일                    | 매주 일요일 오후 1:00 ~ 2:10 (1시간 10분)       |
| KBS 3TV   | 1983년 1월 2일                      | 매주 일요일 오후 1:20 ~ 2:50 (1시간 30분)       |
| KBS 3TV   | 1984년 1월 1일                      | 매주 일요일 오후 12:00 ~ 오후 1:40 (1시간 40분) |
| KBS 3TV   | 1985년 4월 28일 ~ 1985년 10월 5일   | 매주 일요일 오전 11:30 ~ 낮 12:40 (1시간 10분)  |
| KBS 3TV   | 1985년 10월 20일 ~ 1985년 10월 27일 | 매주 일요일 오전 11:30 ~ 낮 12:40 (1시간 10분)  |
| KBS 3TV   | 1985년 11월 3일 ~ 1987년 8월 29일   | 매주 일요일 오전 10:50 ~ 낮 12:00 (1시간 10분)  |
| KBS 3TV   | 1987년 9월 13일 ~ 1987년 12월 27일  | 매주 일요일 오전 10:50 ~ 낮 12:00 (1시간 10분)  |
| KBS 3TV   | 1988년 1월 10일 ~ 1988년 12월 25일  | 매주 일요일 오전 10:50 ~ 낮 12:00 (1시간 10분)  |
| KBS 3TV   | 1989년 1월 8일 ~ 1989년 5월 14일    | 매주 일요일 오전 10:50 ~ 낮 12:00 (1시간 10분)  |
| KBS 3TV   | 1989년 6월 4일 ~ 1990년 6월 25일    | 매주 일요일 오전 10:50 ~ 낮 12:00 (1시간 10분)  |
| KBS 3TV   | 1990년 1월 7일 ~ 1990년 4월 22일    | 매주 일요일 오전 10:50 ~ 낮 12:00 (1시간 10분)  |
| KBS 3TV   | 1990년 5월 20일 ~ 1990년 6월 24일   | 매주 일요일 오전 10:50 ~ 낮 12:00 (1시간 10분)  |
| KBS 3TV   | 1988년 1월 3일                      | 매주 일요일 오전 10:50 ~ 낮 12:20 (1시간 30분)  |
| KBS 3TV   | 1990년 7월 1일 ~ 1990년 10월 21일   | 매주 일요일 오전 11:00 ~ 낮 12:10 (1시간 10분)  |
| KBS 3TV   | 1990년 11월 4일 ~ 1990년 12월 23일  | 매주 일요일 오전 11:00 ~ 낮 12:10 (1시간 10분)  |
| KBS 3TV   | 1990년 10월 28일                    | 매주 일요일 오전 11:00 ~ 낮 12:00 (1시간)       |

## 역대 고정 진행자
고정 진행자는 당시 단위를 기준으로 한다.

## 주요 기전
- 본문 기전 참조

## 같이 보기
- MBC 제왕전 (중단)(MBC TV)
- MBC 바둑초대석 (중단) (MBC TV)
- SBS배 연승바둑최강전 (중단) (SBS TV)
- KBS 바둑왕전 (KBS 1TV)
- 노영하의 바둑이야기 (중단) (itv)